# Paramaz
Paramaz (en arménien Փարամազ), né Matteos Sarkissian (Մատթես Սարգիսեան) en 1863 à Meghri et mort à Constantinople le 15 juin 1915, est un enseignant, fédaï, écrivain et militant politique arménien, connu pour son appartenance au parti-social démocrate Hentchak.

## Biographie

### Débuts
Paramaz naît Matteos Sarkissian à Meghri (sud de l'Arménie actuelle, à l'époque dans l'Empire russe) en 1863,. Il va dans des écoles locales puis est admis au séminaire théologique Gevorkian d'Etchmiadzin à 16 ans.
En 1883, il part dans le Nakhitchevan pour y être enseignant. Il y rencontre un autre enseignant, Stepan Sapah-Gulian (en). Paramaz consacre une grande partie de son temps à la lecture, s'intéressant à partir du début des années 1890 à l'idéologie révolutionnaire. Il finit par rejoindre le parti-social démocrate Hentchak et choisit le pseudonyme Paramaz. Il continue alors d'enseigner et décide d'aller diffuser les idées révolutionnaires dans des villages arméniens de Perse comme Ardabeel, Pahashoug ou encore Salmasd.

### Fédaï à la croisée des empires russe, perse et ottoman
À partir de 1890, il organise et conseille des groupes de fedaïs qui se rendent dans les territoires arméniens via la Perse. Il punit à Salmasd les responsables de l'assassinat de Zolab Sargesian.
En 1897, à la tête d'une quarantaine d'hommes et après plusieurs batailles contre les tribus kurdes, il arrive à Van,. Il est arrêté pour son activisme révolutionnaire et est jugé en août 1898. Il profite de son procès pour en faire une tribune et y dénoncer les injustices subies par les Arméniens : il explique que c'est à cause de la corruption et des exactions subies que les populations civiles se révoltent. Il ajoute que, pendant les quatre années précédant son arrestation, 175 000 Arméniens ont été tués, 80 000 familles ont été dépouillées et 250 villages ont été brûlés. Sa plaidoirie ne l'empêche pas d'être condamné à mort, mais citoyen de l'Empire russe et grâce à l'intervention des consuls de Russie et de France, Paramaz est extradé vers la Russie où il est emprisonné jusqu'en 1900.
Après sa sortie de prison en 1901 et la promulgation du décret de confiscation des biens du clergé arménien (1903-1904), il organise un mouvement anti-tsariste dans le Caucase, demandant au catholicos d'Arménie Mkrtich Khrimian de s'opposer à la décision du Tsar. Sous les ordres du comité Hentchak, Paramaz est ainsi le commanditaire en 1903 de la tentative d'assassinat qui vise le prince Galitzine, gouverneur général du Caucase depuis décembre 1896 à l'origine du décret.
Il fait de l'activisme en Cilicie, à Van et dans d'autres régions d'Arménie occidentale, ainsi que dans le Caucase où il promeut une bonne entente entre les peuples.
En 1905-1906, Paramaz commande des troupes de fédaïs hentchakians à Erevan, à Etchmiadzin, dans le Zangezour et au Karabagh lors de la guerre arméno-tatare qui dégénère en les massacres arméno-tatars. Il en profite pour promouvoir l'anti-tsarisme dans les villages tatars et cherche à réconcilier Arméniens et Tatars.
En tant qu'administrateur des branches caucasiennes du parti Hentchak, il voyage en Iran, en Bulgarie, en Roumanie et dans d'autres pays européens, voyages pendant lesquels il rencontre des penseurs de gauche et est confronté à leurs idées.

### Fédaï dans l'Empire ottoman
Après la révolution des Jeunes-Turcs et le rétablissement de la constitution ottomane, Paramaz se rend dans l'Empire ottoman, où il organise un mouvement anti-Ittihad. Il se voyage pour cela à Constantinople, à Adapazad, à Diyarbakır (où il fonde un syndicat), à Hayny, à Arzny-Maren, à Malatia, à Kharpert, à Aïntab, à Ourfa, à Van, à Karin, etc.. Lors de ces visites, il consolide l'influence du parti Hentchak, donne des conférences et participe à l'organisation de l'auto-défense des Arméniens.
Derrière le pseudonyme Hayr Siva, il contribue au journal Arevelk, publié dans l'Empire ottoman. Ses écrits paraissent aussi dans le journal Hentchak, organe officiel du comité exécutif du parti. L'une de ses pièces de théâtre, Sitôt arrivé, sitôt parti (Easy come, easy go), est jouée à Diyarbakır.
Lors de la Ve Convention générale du parti social-démocrate Hentchak, il défend la cause des Arméniens et de l'Arménie occidentale. La VIe Convention adopte sa proposition de faire entrer le parti dans la clandestinité.
Il participe à la VIIe Convention générale du parti social-démocrate Hentchak à Constanța (Roumanie), en 1913, où il plaide en faveur de l'assassinat des leaders de l'Ittihad ve Terraki (aussi appelés Jeunes-Turcs).

### Arrestation et exécution
Dès l'arrivée des délégués ayant pris part à la convention à Constantinople, les autorités ottomanes procèdent à leur arrestation. Fin 1913, c'est environ 140 leaders Hentchaks qui sont arrêtés. Après deux ans de prison dans des conditions très difficiles d'incarcération, et après des simulacres de procès, Paramaz est condamné à mort avec 19 autres membres du Hentchak. Le 15 juin 1915, quelques semaines après le début du génocide arménien, ils sont pendus sur la place centrale de Constantinople, connue sous le nom de Square Beyazıt (voir Les 20 pendus du Hentchak). Les derniers mots de Paramaz furent : « Vous pouvez pendre nos corps, mais vous ne pourrez pendre nos idées… Vous verrez demain, à l'horizon oriental, une Arménie socialiste »,,.
Ses écrits sont publiés à Erevan dans les années 1990.

## Hommages
- En 2001, un monument en l'honneur de Paramaz et ses 19 camarades est inauguré à Meghri, en Arménie[6].
- En 2016, une « Plaza Paramaz, Mateós Sarkisian » est inaugurée dans le centre de Montevideo (Uruguay) par le maire de la ville[7].